# Paweł Łukaszka
Paweł Piotr Łukaszka (ur. 6 lutego 1962 w Nowym Targu) – polski hokeista, reprezentant Polski, olimpijczyk. Ksiądz katolicki.

## Kariera hokejowa
- Podhale Nowy Targ (1978–1981, 1990)

Naukę hokeja rozpoczął w 1973 w rodzinnym Nowym Targu. W wieku 14,5 roku rozpoczął treningi z drużyną seniorską Podhala, w którego barwach 26 września 1978 zadebiutował w rozgrywkach 1. ligi w wieku 16 lat. Łącznie rozegrał trzy sezony pierwszoligowe, w których wystąpił w 69 spotkań. W barwach reprezentacji Polski uczestniczył w turniejach na zimowych igrzyskach olimpijskich 1980 w Lake Placid (16 lutego 1980 rozegrał pierwszą tercję w meczu z ZSRR przegraną 1:5; wynik meczu 1:8) oraz mistrzostw świata 1981 w Val Gardenie (łącznie zagrał w kadrze w 27 meczach). W lipcu 1981 w wieku 19 lat zakończył karierę hokejową w związku z decyzją o podjęciu studiów teologicznych i zamiarze zostania księdzem. W późniejszych latach, epizodycznie – już jako kapłan – występował w meczach ligowych w barwach Podhala: anonsowany do gry był w styczniu 1990 w trakcie sezonie 1989/1990, w sezonie 1990/1991 wystąpił w pięciu meczach ekstraklasy (od 21 września 1990). Po zakończeniu kariery grał w drużynie oldboyów. Pod koniec 1998 z reprezentacją Polski wygrał turniej Mistrzostw Świata Weteranów w Klagenfurcie.
Sukcesy klubowe
- Złoty medal mistrzostw Polski: 1979 z Podhalem
- Srebrny medal mistrzostw Polski: 1980, 1981 z Podhalem

Sukcesy indywidualne
- Mistrzostwa Europy juniorów do lat 18 w hokeju na lodzie 1979:
  - Skład gwiazd turnieju[6]
  - Najlepszy bramkarz turnieju[2]
- I liga polska w hokeju na lodzie (1980/1981):
  - Najlepszy bramkarz sezonu

## Biografia i działalność duszpasterska
Zamieszkiwał w Nowym Targu nieopodal parafii św. Katarzyny, od 5. roku życia był ministrantem. W 1981 ukończył I Liceum Ogólnokształcące im. Seweryna Goszczyńskiego w Nowym Targu. W tym roku wstąpił do Krakowskiego Seminarium Duchownego, podejmując także studia na Papieskiej Akademii Teologicznej w Krakowie. Absolwent tej uczelni na kierunku teologii. W 1987 przyjął święcenia kapłańskie z rąk kardynała Franciszka Macharskiego w Katedrze na Wawelu.
Mszę prymicyjną odprawił w parafii św. Katarzyny w Nowym Targu. Posługiwał w parafii św. Urbana w Brzeszczach (1987–1989 jako wikariusz), parafii Ofiarowania Najświętszej Maryi Panny w Wadowicach, parafii św. Jadwigi Królowej w Krakowie (Prądnik Biały) (1993–1996). W listopadzie 2007 kardynał Stanisław Dziwisz mianował proboszczem parafii Matki Bożej Częstochowskiej w Kojszówce-Wieprzcu. Od 2015 roku jest proboszczem parafii Narodzenia św. Jana Chrzciciela w Korzkwi.  
Ponadto pracuje jako nauczyciel religii. W 1999 kardynał Franciszek Macharski mianował go na funkcję duszpasterza sportowców archidiecezji krakowskiej, którą pełnił przez 8 lat. Obecnie pełni posługę jako duszpasterz grup sportowych archidiecezji krakowskiej, jest trenerem (piłki nożnej w Szkole Mistrzostwa Sportowego przy Technikum Budowlanym w Krakowie) i prezesem Małopolskiego Związku Parafialnych Klubów Sportowych.
W 2012 wydał książkę Prawo łaski i łaska wolności. Ojciec Bernhard Häring CSsR jako człowiek i teolog, dotyczącą niemieckiego redemptorysty żyjącego w latach 1912–1998.
W sierpniu 2012 obchodził jubileusz 25-lecia kapłaństwa.

## Wyróżnienia
- Medal Pamiątkowy 660-lecia Nowego Targu: 2012